# Канак
Ка́нак — різновид кулона. Улюблена прикраса заможніх українських жінок.

## Джерело
- Катерина Матейко. Український народний одяг: етнографічний довідник. — К.: Наукова думка, 1996.
- «Що таке „канак“? [Архівовано 11 лютого 2017 у Wayback Machine.]» // Ювілейний збірник на пошану академика Михайла Сергієвича Грушевського з нагоди шістьдесятої річниці життя та сорокових роковин наукової діяльности. — Київ, 1928. — Т. І.